# Кобылино (Пушкинский городской округ)
Кобы́лино (Кобылина) — упразднённая деревня на территории современного городского округа Пушкинский Московской области России.
Точная дата упразднения неизвестна.
Располагалась на берегу реки Вязь, близ села Воронино и деревни Малое Воронино (территория современной деревни Нововоронино).

## Топоним
Известна также как деревня Кобылина — так на карте Стрельбицкого 1865—1871 гг..

## История
Ранняя история этого поселения связывается с боярином Андреем Ивановичем Кобылой. В XVIII веке Кобылино — общее владение лейб-гвардии Преображенского полка отставного капрала Амплея Васильевича Агентова и князя Петра Никитича Трубецкого. В XIX веке, по сообщению В. Е. Коршуна Архивная копия от 16 сентября 2020 на Wayback Machine, при близлежащих деревнях Хвостово и Кобылино были имения Гвоздевых и А. Н. Телепневой.